# Liste der Kulturdenkmale in Witzhave
In der Liste der Kulturdenkmale in Witzhave sind alle Kulturdenkmale der schleswig-holsteinischen Gemeinde Witzhave im Kreis Stormarn und ihrer Ortsteile aufgelistet  (Stand: 10. März 2025).

## Legende
In den Spalten befinden sich folgende Informationen:
- Objekt-ID: die Nummer des Kulturdenkmales
- Lage: die Adresse des Kulturdenkmales und die geographischen Koordinaten. Kartenansicht, um Koordinaten zu setzen. In der Kartenansicht sind Kulturdenkmale ohne Koordinaten mit einem roten Marker dargestellt und können in der Karte gesetzt werden. Kulturdenkmale ohne Bild sind mit einem blauen Marker gekennzeichnet, Kulturdenkmale mit Bild mit einem grünen Marker.
- Offizielle Bezeichnung: Bezeichnung des Kulturdenkmales
- Beschreibung: die Beschreibung des Kulturdenkmales
- Bild: ein Bild des Kulturdenkmales

## Bauliche Anlagen
| Objekt-ID      | Lage                                        | Offizielle Bezeichnung | Beschreibung | Bild |
| -------------- | ------------------------------------------- | ---------------------- | --- | ---- |
| 9689 Wikidata  | Oher Weg 15 (53° 33′ 47″ N, 10° 19′ 48″ O)  | Landhaus von 1930      | Alteintragung (Aktualisierung vorgesehen) - Begründung: geschichtlich, künstlerisch - Schutzumfang: Landhaus von 1930, - Denkmaltyp: Bauliche Anlage | BW   |
| 9688 Wikidata  | Oher Weg 17 (53° 33′ 43″ N, 10° 19′ 47″ O)  | Landhaus von 1924      | Alteintragung (Aktualisierung vorgesehen) - Begründung: geschichtlich, künstlerisch - Schutzumfang: Landhaus von 1924, - Denkmaltyp: Bauliche Anlage | BW   |
| 9687 Wikidata  | Oher Weg 19 (53° 33′ 44″ N, 10° 19′ 58″ O)  | Landhaus von 1911      | Alteintragung (Aktualisierung vorgesehen) - Begründung: geschichtlich, künstlerisch - Schutzumfang: Landhaus von 1911, - Denkmaltyp: Bauliche Anlage | BW   |
| 42684 Wikidata | Poststraße 14 (53° 36′ 31″ N, 10° 25′ 6″ O) | Wohnhaus               | Wohnhaus; 19. Jh.; kleiner, eingeschossiger Fachwerkbau mit reetgedecktem Halbwalmdach, Toreinfahrt auf der nördlichen Giebelseite, in offener Bebauung mit Lindenreihe und Einfriedung aus Feldsteinen - Begründung: geschichtlich, städtebaulich - Schutzumfang: Wohnhaus, Feldsteinmauer, Baumreihe - Denkmaltyp: Bauliche Anlage | BW   |

## Gründenkmale
| Objekt-ID     | Lage                                    | Offizielle Bezeichnung   | Beschreibung | Bild            |
| ------------- | --------------------------------------- | ------------------------ | --- | --------------- |
| 9677 Wikidata | Oher Weg (53° 33′ 46″ N, 10° 19′ 48″ O) | Parkbesitzung Forellenau | Alteintragung (Aktualisierung vorgesehen) - Begründung: geschichtlich, künstlerisch, Kulturlandschaft prägend - Schutzumfang: gesamtes Objekt - Denkmaltyp: Gründenkmal | Fotos hochladen |